# Trichodocus
Trichodocus – rodzaj chrząszczy z rodziny kózkowatych. 

## Zasięg występowania
Przedstawiciele tego rodzaju występują w Afryce od Wybrzeża Kości Słoniowej i Erytrei na płn. po Angolę i Zambię na płd.

## Systematyka
Do Trichodocus należą 3 gatunki:
- Trichodocus albosticticus
- Trichodocus rufus
- Trichodocus strandi